# 코마스 (해운회사)
코마스(KOMAS)는 현대중공업그룹의 기타 해상운송업에 종사하는 회사이다. 현대중공업의 자회사로 모든 주식을 현대중공업이 보유하고 있다. 모든 매출액은 대선료로 선박을 대여해주고 그에 따른 대가를 받은 것이다.
2022년 법인을 청산했다.

## 주요 연혁
- 2008년 7월 15일: 최초 자본금 3,772,070,000원(발행주수 754,414주)로 설립, 이재성 대표이사 취임.
- 2010년 10월 20일: 이재성 대표이사 사임, 설광우 대표이사 취임.
- 2011년 6월 4일: 90,000,000,000원(18,000,000주) 증자. (발행주수 18,754,414주)
- 2011년 8월 27일: 85,000,000,000원(17,000,000주) 증자. (발행주수 35,754,414주)
- 2012년 2월 10일: 45,000,000,000원(9,000,000주) 감자. (발행주수 26,754,414주)
- 2012년 12월 31일: 설광우 대표이사 사임, 김종민 대표이사 취임.
- 2013년 10월 30일: 15,000,000,000원(3,000,000주) 감자. (발행주수 23,754,414주)
- 2014년 12월 10일: 김종민 대표이사 사임, 현재 차동찬 대표이사 취임.
- 2015년 6월 2일: 40,000,000,000원(8,000,000주) 감자. (발행주수 15,754,414주)
- 2022년 법인 청산[1]

## 사업 영역
- 해운업
- 종합물류업
- 항만운영개발 및 항만하역업
- 선박관리업
- 선박대여 및 판매업
- 부동산업